# Bertrand (Vorname)
Bertrand ist ein männlicher Vorname, der hauptsächlich im französischen und englischen Sprachraum, nur  selten auch im Deutschen, vergeben wird.

## Herkunft und Bedeutung
Der Name entstand aus den germanischen Worten beraht = hell und rand = Rand. Der Name wird mitunter mit dem ähnlich klingenden Namen Bertram verwechselt.

## Namenstag
6. September (Frankreich)

## Namensträger

### Mittelalter
- Bertrand de Comminges (* um 1050; † 1123), Bischof von Comminges
- Bertrand (Toulouse) (* um 1065; † 1112), Graf von Toulouse und Markgraf der Provence und seit 1109 Graf von Tripolis
- Bertrand II. (Provence) († 1090 oder 1094), Graf und Markgraf der Provence
- Bertrand de Goth († 1313), französischer Geistlicher, Bischof von Agen, Bischof und Herzog von Langres und Pair de France
- Bertrand I. de L’Isle-Jourdain († 1348 oder 1349), erster Graf von L’Isle-Jourdain
- Bertrand de Saint-Geniès (1260–1350), von 1334 bis 1350 Patriarch von Aquileia
- Bertrand du Pouget (* um 1280; † 1352), Kardinal der katholischen Kirche
- Bertrand de Déaulx († 1355), französischer Bischof, Diplomat und Kardinal
- Bertrand du Guesclin (* um 1320; † 1380), bretonischer Heerführer und Connétable von Frankreich
- Bertrand IV. de La Tour (* nach 1353; † 1423), französischer Adliger
- Bertrand V. de La Tour (1438–1461), Seigneur de La Tour et de Montgascon, später Graf von Auvergne und Boulogne
- Bertrand VI. de La Tour (1441–1497), Graf von Auvergne und Boulogne sowie Herr von La Tour

### Neuzeit
- Bertrand Alibert (1775–1808), französischer Ingenieur
- Bertrand Andrieu (1761–1822), französischer Graveur und Medailleur
- Bertrand Balas (* 1956), französischer Autorennfahrer
- Bertrand Barère (1755–1841), französischer Revolutionär und Politiker
- Bertrand de Billy (* 1965), französisch-schweizerischer Dirigent
- Bertrand Bonello (* 1968), französischer Filmregisseur
- Bertrand Brial (* 1979), neukaledonischer Fußballschiedsrichterassistent
- Bertrand Cantat (* 1964), französischer Rockmusiker (Sänger)
- Bertrand Chamayou (* 1981), französischer Pianist
- Bertrand Dufourcq (1933–2019), französischer Diplomat
- Bertrand Freiesleben (* 1967), deutscher Künstler
- Bertrand Gille (* 1978), französischer Handballspieler
- Bertrand Grospellier (* 1981), professioneller französischer Pokerspieler und E-Sportler
- Bertrand Halperin (* 1941), US-amerikanischer Physiker
- Bertrand Heidelberger (* 1845; † nach 1925), deutscher Pflanzen- und Naturheilkundler
- Bertrand Jestaz (* 1939), französischer Kunsthistoriker (Kunst der Renaissance und französischer Klassizismus)
- Bertrand de Jouvenel (1903–1987), französischer Ökonom und politischer Philosoph
- Bertrand Koppensteiner (1876–1961), österreichischer Geistlicher, 64. Abt des Klosters Zwettl
- Bertrand Lavier (* 1949), französischer Bildhauer und Installationskünstler
- Bertrand Meyer (* 1950), französischer Informatiker und Entwickler der Programmiersprache Eiffel
- Bertrand Ney (* 1955), französisch–luxemburger Bildhauer und Maler
- Bertrand Piccard (* 1958), Schweizer Psychiater und Abenteurer
- Bertrand Roiné (* 1981), französischer Handballspieler
- Bertrand Russell (1872–1970), britischer Philosoph, Mathematiker, Religionskritiker und Logiker
- Bertrand Sänger (1861–1938), deutscher Komponist und Kapellmeister
- Bertrand Stern (* 1948), deutscher Autor
- Bertrand Tavernier (1941–2021), französischer Filmregisseur
- Bertrand Traoré (* 1995), burkinischer Fußballspieler
- Bertrand Visage (* 1952), französischer Schriftsteller

## Nachweise
1. ↑  https://www.behindthename.com/name/bertrand